# Amnun
Amnun (hebr. אמנון) – moszaw położony w Samorządzie Regionu Mewo’ot ha-Chermon, w Dystrykcie Północnym, w Izraelu.
Leży na północ od Jeziora Tyberiadzkiego w Górnej Galilei.

## Historia
Moszaw został założony w 1983. Zamieszkali tutaj osadnicy, których ewakuowano z Synaju.